# Mary Osborne (Jazzmusikerin)

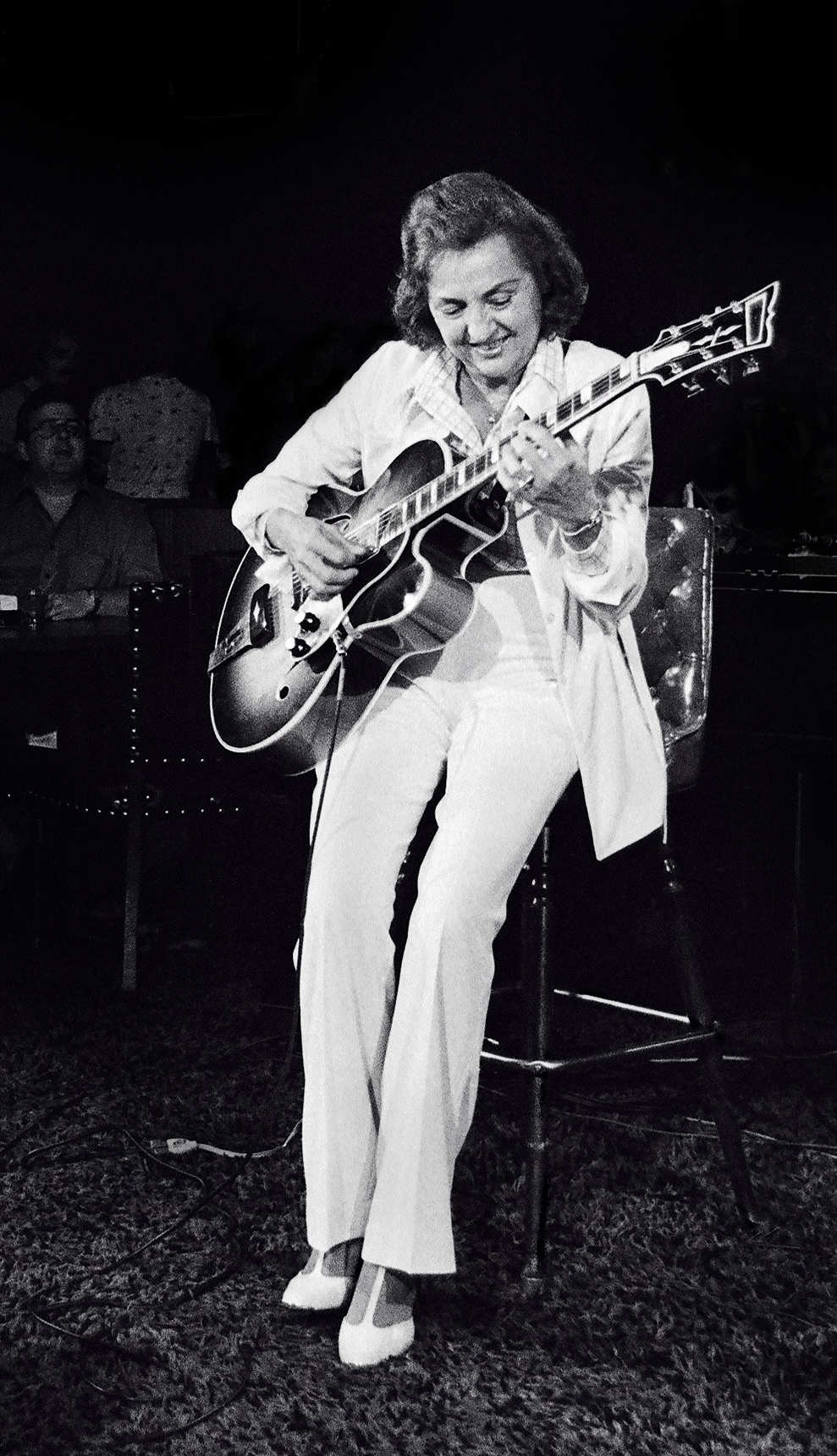
Mary Osborne 1976

Mary Osborne (* 17. Juli 1921 in Minot, North Dakota; † 4. März 1992 in Bakersfield, Kalifornien) war eine US-amerikanische Jazzmusikerin (Gitarre, Gesang).  

## Leben und Wirken
Osborne ist die Tochter eines Tanz- und Ragtime-Musikers. Sie spielte zunächst Violine und Kontrabass, dann Gitarre in den Schulorchestern. Nachdem sie Charlie Christian im Orchester von Alphonso Trent gehört hatte, wechselte sie zur E-Gitarre. Sie begann Ende der 1930er in der Band der KDKA-Radiostation. Ab 1941 spielte sie mit Joe Venuti, dann mit Buddy Rodgers, Terry Shand und Russ Morgan. 1945 zog sie nach New York City. Dort gründete sie ein eigenes Trio, spielte aber auch mit Mary Lou Williams, Charlie Shavers, Louie Bellson, Tyree Glenn und Mercer Ellington und nahm mit Coleman Hawkins, mit Beryl Booker und mit Ethel Waters auf. 
1951 brachte der Down Beat die Story, sie habe sich zur Ruhe gesetzt und sei nur noch Hausfrau. Aber nur ein Jahr später war sie auf der Szene zurück: Mit Billie Holiday ging sie auf Europatournee. Zwischen 1952 und 1963 wirkte sie regelmäßig in der Jack Sterling Radioshow von Columbia mit. 1959 erschien ihr Album A Girl and Her Guitar. Anschließend arbeitete sie als Gitarrenlehrerin und ging 1968 als Unternehmerin an die Westküste, wo sie die Osborne Guitar Company leitete, aus denen sich die Verstärkerfirma Osborne Sound Laboratories entwickelte. Gelegentlich trat sie weiterhin auf, etwa 1969 mit Venuti, 1978 mit Marian McPartland oder 1981 beim Kool Festival in New York. 1977 legte sie das Album Now's The Time (1977, mit Saxophonistin Vi Redd und McPartland) vor, dem 1982 Now and Then folgte. 1991 spielte sie ihre letzten Konzerte im Village Vanguard.
Osborne war mit dem Trompeter Ralph Scaffidi verheiratet und Mutter von drei Kindern.